# Irwin Kra

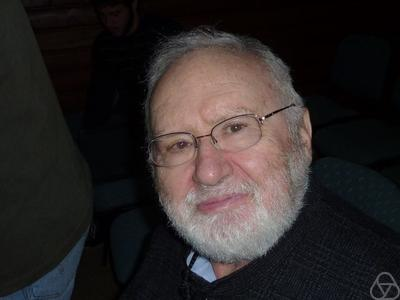
Irwin Kra, 2010

Irwin Kra (* 5. Januar 1937 in Polen) ist ein US-amerikanischer Mathematiker, der sich mit Funktionentheorie (Komplexer Analysis) beschäftigt.
Kra studierte am Brooklyn Polytech (Bachelor-Abschluss 1960) und an der Columbia University, wo er 1964 seinen Master-Abschluss machte und 1966 bei Lipman Bers promovierte (Conformal Structure and Algebraic Structure). Im Anschluss war er 1966 bis 1968 Moore-Instructor am Massachusetts Institute of Technology und danach an der State University of New York at Stony Brook, wo er 1975 bis 1981 der Mathematischen Fakultät vorstand. 1991 bis 1996 war er dort Dekan der Division of Physical Sciences and Mathematics. Seit 2004 ist er dort Professor Emeritus. Er war unter anderem Gastprofessor an der Hebrew University in Jerusalem (wo er mit Hershel M. Farkas zusammenarbeitete), der Universität Perugia, in Santiago de Chile, der Universität Tōhoku, der Fudan-Universität in Shanghai (1987). 2004 bis 2008 war er Gründungsdirektor von Math for America, einer privaten Organisation, die sich der Verbesserung der College Ausbildung in Mathematik in den USA widmet. Er lebt in Setauket (New York). 2010 lehrte er an der Northwestern University.
Kra befasst sich mit Riemannschen Flächen und deren Modulräumen (Teichmüller-Räumen) und damit zusammenhängend mit Kleinschen Gruppen und zugehörigen automorphen Formen sowie deren Anwendungen zum Beispiel in der Zahlentheorie.
1972 bis 1973 war er Guggenheim Fellow. Er war im Rat der American Mathematical Society, deren Proceedings er herausgab. 2004 bis 2008 war er Gründungsdirektor einer Initiative zur Verbesserung des High School Mathematikunterrichts in den USA (Math for America).
Mit Bernard Maskit gab er 1998 die gesammelten Werke von Lipman Bers über Funktionentheorie heraus.
Er ist verheiratet und hat drei Kinder. Seine Tochter Bryna Kra ist Mathematikprofessorin an der Northwestern University.

## Schriften
- mit Jane P. Gilman, Rubi E. Rodriguez Complex Analysis in the spirit of Lipman Bers, Springer Verlag, 2007
- mit Hershel M. Farkas Riemann Surfaces, Springer  Verlag, 1980, 2. Auflage  1992
- mit Farkas: Theta constants, Riemann surfaces, and the modular group: an introduction with applications to uniformization theorems, partition identities and combinatorial number theory, Providence, American Mathematical Society 2001
- Herausgeber mit Lipman Bers: Crash course on Kleinian Groups, Springer 1974
- Automorphic forms and Kleinian Groups, Benjamin 1972
- On the vanishing of and spanning of Poincaré series of cusp forms, Acta Mathematica, Band 153, 1984, S. 47–116
- On cohomology of Kleinian Groups, Teil 1, Annals of Mathematics, Band 89, 1969, S. 533–556, Teil 2, Band 90, 1969, S. 576–590
- Horocyclic coordinates for Riemann surfaces and Moduli spaces I. Teichmüller and Riemann spaces of Kleinian Groups, Journal American Mathematical Society, Band 3, 1990, S. 499–578
- mit Farkas A function theoretic-approach to the Ramanujan partition identities with applications to combinatorial number theory, in Complex Geometry of Groups (Olmué 1998), Contemporary Mathematics, Band 240, 1999, American Mathematical Society, S. 131–157